# Tigerhäst
Tigerhästen är en hästras som avlats fram i USA för att återuppföda de tigrerade spanska hästarna som fördes till Amerika under koloniseringen och som bland annat var med i utvecklingen av Appaloosan. Tigerhästen har fått sitt namn efter den tigrerade, prickiga färgen och för att man förr kallade alla slags prickiga och randiga kattdjur för Tiger, efter det franska ordet tigre. Tigerhästen är nästan identisk med Walkaloosan och de båda raserna ska bland annat inneha minst en extra gångart utöver de naturliga tre gångarterna, skritt, trav och galopp. 

## Historia
Grottmålningar som daterats till ca 20 000 f.Kr visar att det har funnits tigrerade hästar ända sedan förhistorisk tid. De berömda spanska hästarna och den spanska jenneten hade bland annat både skäckfärgade och tigrerade individer. Många spanska hästar hade extra gångarter som var bekväma att rida och detta i samband med den prickiga färgen gjorde dessa hästar populära bland rika och kungligheter. 
Under sin tid på tronen införde den spanska kungen Ferdinand en så kallad gentlemannalag där "finare gentlemän" inte fick rida något annat än hingstar. Hingstar är ofta mer temperamentsfulla och svårridna än ston eller valackar och det faktum att många av de högt uppsatta männen inte var duktiga ryttare gjorde att uppfödarna nu kunde tjäna på att avla fram lugna, lättridna hästar ur de spanska, tigrerade hästarna. Till sin hjälp tog man andra tigrerade hästar som den lugna och kraftiga Norikerhästen som är en tyngre kallblodshäst. Aveln och lagen fortsatte även långt efter kung Ferdinands död då prickiga hästar hade blivit så populärt och modernt bland europeiska kungligheter att nästan alla villa köpa hästarna. 1593 lovordades Tigerhästarna av den franska kungen Henrik IVs stallmästare som menade att de spanska hästarna var de noblaste och mest förtjänta hästarna i världen att få bära på en kung. 
Innan Ferdinands död år 1516 uppmuntrade han bland annat upptäcktsresande och handelsresande och med hjälp av honom kunde Christopher Columbus bland annat upptäcka Amerika år 1492. Med de nya kolonierna som bildades i Nya världen, som den kallades, och med hjälp av de spanska conquistadorerna togs många spanska hästar till Amerika. En stor del av dem var tigrerade. En del av dessa hästar rymde eller släpptes lösa för att bilda hjordar med nya hästraser som t.ex. mustangen.
Många av de prickiga hästarna fångades in av indianstammar. Den främste stammen inom hästaveln var Nez Percé som avlade på hästarna med stor försiktighet. Dessa hästar hade ofta olika extra gångarter, bland annat en fyrtaktig bekväm gångart som kallas "indian shuffle" samtidigt som hästarna skulle vara snabba, uppvisa ett lugnt temperament och vara lätta att hantera och äga. Efter att indianerna tvingades in i reservat under slutet av 1700-talet höll många av de prickiga hästarna på att försvinna innan de togs tillvara för att utvecklas till rasen Appaloosa. Men en del hade helt glömt bort hästarnas historia, de spanska prickiga hästarna, som var så lättridna och nobla. Uppfödarna av Appaloosa satsade främst på den prickiga färgen och utvecklingen av bekväma westernsadlar ledde till att de extra gångarterna blev överflödiga. 
1991 skulle dock Appaloosafantasten Victoria Varley och en likasinnad vän samlas för att lära sig om sina hästars historia för att se vilket ursprung de hade, och även för att kolla upp den speciella fyrtaktiga gångarten "indian shuffle". Under hela tre år gjorde paret stora undersökningar som ledde till att de inte längre kunde acceptera Appaloosans enkla historia och intresset för den gamla utdöda spanska hästen hade blivit för stort. För att återskapa en häst som var så nära de gamla spanska hästarna som möjligt startades föreningen TIGRE, The Tiger Horse Registry år 1994 och The Tiger Horse Association 1998. TIGRE var den förening som först började att utveckla den nygamla rasen. DNA-tester togs på Appaloosahästarna för att få fram mer om vilka slags blodslinjer som fanns hos dem. Man fann då att nästan alla , både nord- och sydamerikanska hästraser hade samma slags blodslinje. 
Aveln av de nya Tigerhästarna grundades mestadels på Appaloosan men även på andra amerikanska hästraser som kunde visa upp den tigrerade färgen, samt extra gångarter. Även tigrerade Norikerhästar som använts i de spanska hästarna korsades in för att få fram ett lugnt temperament, samt öka hästarnas massa. Den andra föreningen, The Tiger Horse Association arbetade sedan för att föra stambok, registrera och bevara Tigerhästarna. 
Idag finns två register för Tigerhästarna. "Royal Tiger Horse Registry" där hingstar och ston först får skrivas in efter att ha gett minst 3 godkända avkommor eller om båda föräldrarna är registrerade Tigerhästar. "Heavenly Tiger Horse Registry" är till för de hästar som visat perfekta extra gångarter och som även visat prov på talang inom antingen banhoppning, dressyr eller fälttävlan. Influenser från de tunga Norikerhästarna bör vara så litet som möjligt. För att bli registrerade som "Heavenly" krävs också ett tydligt spanskt utseende med naturligt böjd nacke. Precis som "Royal" krävs det att hästen fått minst 3 godkända avkommor om inte båda föräldrarna är registrerade Tigerhästar.

## Egenskaper
Precis som de gamla spanska hästarna ska Tigerhästen utmärkas av den prickiga färgen, minst en medfödd extra gångart, samt att de ska vara lätthanterliga, lättridna och med ett medgörligt temperament. Tigerhästar är ganska lätta i typen och rätt små, men starka för att passa de flesta ryttare. Det är inte alltid säkert att avkomman av två prickiga hästar också blir tigrerad men dessa hästar kan ändå registreras som Tigerhästar och användas i avel då de har den tigrerade färgen i sitt DNA. För att få registreras som Tigerhäst måste fölets båda föräldrar vara registrerade Tigerhästar. 
Tigerhästarna ska uppvisa ett utseende som påminner i det närmaste om de gamla spanska hästarna, bland annat med ett nobelt utseende och rak nosprofil. Bland annat kan man utgå från den spanska hästens närmaste motsvarighet Andalusiern som har den raka, nästan utåtbuktande nosprofilen och en lätt böjd nacke.

## Walkaloosa eller Tigerhäst
Mot mitten av 1980-talet skulle även en konkurrerande förening startas för att bevara de "gaitade" Appaloosaprickiga hästarna, nämligen Walkaloosa Horse Club. 
Walkaloosan och Tigerhästen är väldigt lätt att förväxla då de båda kan inneha gångarten "indian shuffle", samt att de har den tigrerade färgen. Walkaloosa är dock Appaloosahästar som bevarat de extra gångarterna eller en Appaloosa som korsats med en annan ras med extra gångart medan Tigerhästen är helt utvecklad som egen ras med hjälp av Appaloosa och Noriker. En Appaloosa som korsats med en annan hästras kan registreras som Walkaloosa men inte som Tigerhäst då det krävs att båda föräldrarna är registrerade Tigerhästar för att avkomman ska få registreras. 